# Veliki Vareški
Veliki Vareški (en italien : Vareschi Grande) est une localité de Croatie située en Istrie, dans la municipalité de Marčana, dans le comitat d'Istrie. En 2001, la localité comptait 24 habitants.

## Démographie
| 1948 | 1953 | 1961 | 1971 | 1981 | 1991 | 2001 |
| ---- | ---- | ---- | ---- | ---- | ---- | ---- |
| 100  | 72   | 65   | 49   | 31   | 34   | 24   |